# Anamorfa
 Anamorfa, také imperfektní stadium je mykologický termín, který označuje takové stadium životního cyklu hub, které se rozmnožuje výhradně nepohlavně (konidiemi, chlamydosporami atd.). Je protikladem tzv. teleomorfy, která je schopna produkovat pohlavní buňky (gamety), a je tudíž pohlavním stadiem. 
Mnohé houby ve svém životním cyklu mají obě stadia, anamorfu i teleomorfu. Některé však známe jen v jednom ze stadií. Důvodem je skutečnost, že v průběhu životního cyklu hub dochází k tvorbě každého ze stadií časově odděleně, v závislosti na konkrétních podmínkách prostředí. Proto se u konkrétních druhů hub může jedno ze stadií vyskytovat poměrně vzácně nebo jen v průběhu krátkého časového úseku.
K pojmenování anamorf i teleomorf se v mykologii užívá klasická binomická nomenklatura.
Poměrně často se lze setkat s tím, že anamorfní či teleomorfní stadium téhož druhu bylo popsáno pod rozlišným rodovým jménem. Například druh Aspergillus nidulans z čeledi plísňovkovité je anamorfním stadiem houby druhu Emericella nidulans, který je teleomorfou. Coryne sarcoides nebo Pirobasidium sarcoides je anamorfním stadiem houby druhu Ascocoryne sarcoides s českým názvem čihovitka masová, která se vyskytuje v srpnu až říjnu (lze ji nalézt i v prosinci), zatímco anaforma se vyskytuje především na podzim. Docela často lze nalézt obě stadia společně.
Poměrně známá je houba plíseň šedá jako anamorfa Botrytis cinerea k druhu Botryotinia fuckeliana, která se vyskytuje především při dlouhotrvající vlhkosti. Je přítomna v půdě i na rostlinách a přenáší se mj. osivem. Napadá řadu planých a kulturních rostlin, například peckoviny, luštěniny, jahodník, řepku olejku, slunečnici, vinnou révu, listovou zeleninu aj. Patří k nejvýznačnějším chorobám některých rostlin (např. jahodníku) a působí vysoké škody.